# رزمری ثبی
رزمری ثبی (انگلیسی: Rosemary Theby) بازیگر آمریکایی سینما بود. او مابین سال‌های ۱۹۱۱ تا ۱۹۴۰ میلادی در حدود ۲۵۰ فیلم، ظاهر شد.
از فیلم‌هایی که وی در آن‌ها نقش داشته است، می‌توان به صبح زود، صاف و صادق، ازدواج سفارشی و سرکش اشاره نمود.